# 1984-es labdarúgó-Európa-bajnokság (selejtező – 4. csoport)
Az 1984-es labdarúgó-Európa-bajnokság selejtezőjének 4. csoportjának mérkőzéseit tartalmazó lapja. A csoportban Bulgária, Jugoszlávia, Norvégia és Wales szerepelt. A csapatok körmérkőzéses, oda-visszavágós rendszerben játszottak egymással.
A csoportelső Jugoszlávia kijutott az 1984-es labdarúgó-Európa-bajnokságra.

## Tabella
| Hely. | Csapat      | M | Gy | D | V | G+ | G– | Gk | P | Továbbjutás                            |     | Jugoszlávia | Wales | Bulgária | Norvégia |
| ----- | ----------- | - | -- | - | - | -- | -- | -- | - | -------------------------------------- | --- | ----------- | ----- | -------- | -------- |
| 1.    | Jugoszlávia | 6 | 3  | 2 | 1 | 12 | 11 | +1 | 8 | Kijutott az 1984-es Európa-bajnokságra |     | —           | 4–4   | 3–2      | 2–1      |
| 2.    | Wales       | 6 | 2  | 3 | 1 | 7  | 6  | +1 | 7 |                                        |     | 1–1         | —     | 1–0      | 1–0      |
| 3.    | Bulgária    | 6 | 2  | 1 | 3 | 7  | 8  | −1 | 5 |                                        | 0–1 | 1–0         | —     | 2–2      |          |
| 4.    | Norvégia    | 6 | 1  | 2 | 3 | 7  | 8  | −1 | 4 |                                        | 3–1 | 0–0         | 1–2   | —        |          |

## Mérkőzések
Az időpontok helyi idő szerint értendők.
| 1982. szeptember 22. 19:30 |

| Wales    | 1–0               | Norvégia |
| -------- | ----------------- | -------- |
| Rush 30' | (1–0) Jegyzőkönyv |          |

| Vetch Field, Swansea Nézőszám: 4340 Játékvezető: Joël Quiniou (francia) |

| 1982. október 13. 19:00 |

| Norvégia                                  | 3–1               | Jugoszlávia |
| ----------------------------------------- | ----------------- | ----------- |
| Tom Lund 5' Larsen Økland 67' Hareide 88' | (1–0) Jegyzőkönyv | Savić 74'   |

| Ullevaal Stadion, Oslo Nézőszám: 12 264 Játékvezető: Alojzy Jarguz (lengyel) |

| 1982. október 27. 18:30 |

| Bulgária                  | 2–2               | Norvégia                                  |
| ------------------------- | ----------------- | ----------------------------------------- |
| Velicskov 13' Nikolov 68' | (1–0) Jegyzőkönyv | Thoresen 17' (11-esből) Larsen Økland 66' |

| Vasil Levski National Stadium, Szófia Nézőszám: 22 300 Játékvezető: Antoniosz Vasszárasz (görög) |

| 1982. november 17. 18:30 |

| Bulgária | 0–1               | Jugoszlávia   |
| -------- | ----------------- | ------------- |
|          | (0–1) Jegyzőkönyv | Stojković 36' |

| Vasil Levski National Stadium, Szófia Nézőszám: 20 000 Játékvezető: Paolo Casarin (olasz) |

| 1982. december 15. 13:00 |

| Jugoszlávia                                       | 4–4               | Wales                                   |
| ------------------------------------------------- | ----------------- | --------------------------------------- |
| Cvetković 14' Živković 17' Kranjčar 37' Ješić 66' | (3–2) Jegyzőkönyv | Flynn 6' Rush 39' Jones 70' R.James 80' |

| Gradski Stadion, Titográd Nézőszám: 17 000 Játékvezető: Alexis Ponnet (belga) |

| 1983. április 27. 19:30 |

| Wales       | 1–0               | Bulgária |
| ----------- | ----------------- | -------- |
| Charles 72' | (0–0) Jegyzőkönyv |          |

| Racecourse Ground, Wrexham Nézőszám: 9006 Játékvezető: Siegfried Kirschen (keletnémet) |

| 1983. szeptember 7. 19:00 |

| Norvégia   | 1–2               | Bulgária                  |
| ---------- | ----------------- | ------------------------- |
| Hareide 4' | (1–1) Jegyzőkönyv | Mladenov 11' Szirakov 51' |

| Ullevaal Stadion, Oslo Nézőszám: 15 515 Játékvezető: Heinz Fahnler (osztrák) |

| 1983. szeptember 21. 19:00 |

| Norvégia | 0–0         | Wales |
| -------- | ----------- | ----- |
|          | Jegyzőkönyv |       |

| Ullevaal Stadion, Oslo Nézőszám: 17 575 Játékvezető: Vojtěch Christov (csehszlovák) |

| 1983. október 12. 17:30 |

| Jugoszlávia           | 2–1               | Norvégia     |
| --------------------- | ----------------- | ------------ |
| Vujović 21' Sušić 40' | (2–0) Jegyzőkönyv | Thoresen 89' |

| Stadion JNA, Belgrád Nézőszám: 9169 Játékvezető: Adolf Prokop (keletnémet) |

| 1983. november 16. 18:30 |

| Bulgária   | 1–0               | Wales |
| ---------- | ----------------- | ----- |
| Gocsev 54' | (0–0) Jegyzőkönyv |       |

| Vasil Levski National Stadium, Szófia Nézőszám: 8000 Játékvezető: Dieter Pauly (nyugatnémet) |

| 1983. december 14. 19:30 |

| Wales       | 1–1               | Jugoszlávia    |
| ----------- | ----------------- | -------------- |
| R.James 54' | (0–0) Jegyzőkönyv | Baždarević 81' |

| Ninian Park, Cardiff Nézőszám: 24 000 Játékvezető: Erik Fredriksson (svéd) |

| 1983. december 21. 16:00 |

| Jugoszlávia                 | 3–2               | Bulgária                   |
| --------------------------- | ----------------- | -------------------------- |
| Sušić 31' 53' Radanović 89' | (1–1) Jegyzőkönyv | Iszkrenov 28' Dimitrov 60' |

| Gradski stadion u Poljudu, Split Nézőszám: 30 000 Játékvezető: Augusto Lamo Castillo (spanyol) |